# Josef Pařez
Josef Pařez (6. prosince 1921 Litovice – 8. března 2007) byl český palubní střelec 311. československé bombardovací perutě.

## Život

### Před druhou světovou válkou
Josef Pařez se narodil 6. prosince 1921 v Litovicích u Prahy v rodině železničáře.

### Druhá světová válka
Po německé okupaci v březnu 1939 odešel Josef Pařez z Protektorátu Čechy a Morava a pod záminkou práce v Německu se mu podařilo získat zaměstnání v Hamburku na německé námořní lodi Sesostris. Během následné plavby se zmíněná loď zúčastnila předávky materiálu s ponorkou U 88. Po vypuknutí druhé světové války nechal kapitán loď zabavit ve Venezuelském Puerto Cabello, kde byla internována i posádka. Josef Pařez byl jako Čechoslovák propuštěn a za pomoci pracovníka americké lodní společnosti se dostal do Caracasu na britský konzulát. Zde mu byl opatřen československý pas, byl zařazen do britského námořnictva a jako střelec umístěn na britský tanker plující z Curaçao do Halifaxu a dále jako součást konvoje do Spojeného království. Zde vstoupil do řad Československé armády v zahraničí a po podání přihlášky k letectvu byl zařazen do výcviku na palubního střelce do Evantonu ve Skotsku. Po jeho absolvování byl zařazen k 311. československé bombardovací peruti. Jako člen posádky Jana Irvinga se účastnil protiponorkových a protilodních hlídkových letů na oceánem, poté byl odeslán do kurzu pro radiooperátory. Ten absolvoval v Cranwellu, následoval výcvik posádek na Bahamách. V roce 1944 odešel od RAF do Spojených států amerických.

### Po druhé světové válce
Josef Pařez se po skončení druhé světové války vrátil do Venezuely, kde pracoval do roku 1950. Poté se přestěhoval do Spojeného království a v roce 1962 odešel do jižní Afriky. Zde žil v Port Elizabeth. Prahu navštívil v roce 2002. V roce 2006 žil u své dcery v Londýně. Zemřel 8. března 2007.

## Ocenění
- Josef Pařez byl v roce 2006 jmenován česným občanem města Hostivice